# نهر يي
نهر يي (الصينية : 伊 河) هو أحد روافد نهر لوه في خنان ، الصين.

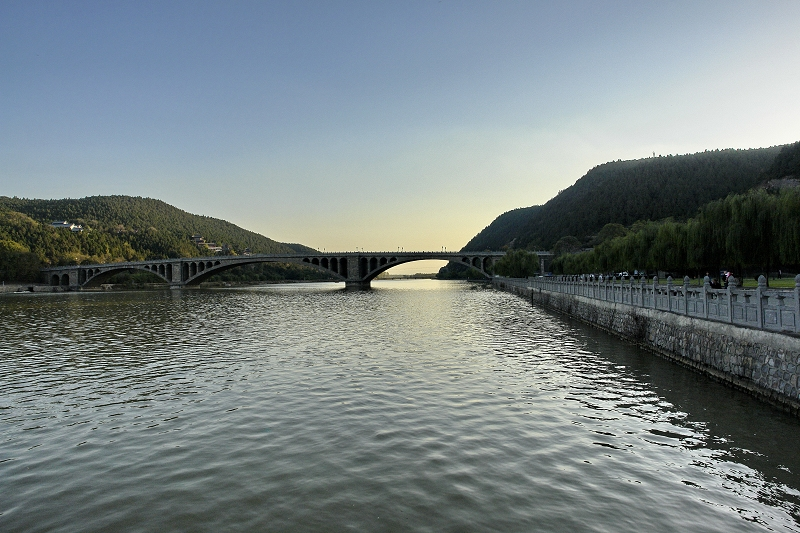
نهر يي في الصين

النهر يرتفع في مقاطعة لياونينغ ، و يدفق خلال مقاطعة سونج و ييتشوان قبل دخول مدينة لويانغ. ويشارك في نهر لوه في يانشي.
وطول النهر 368 كم يبلغ مجموع حوضة بالمستجمعات المائية 6100 كيلومتر مربع.
حوض نهر يى و لوه له أهمية أثرية كبيرة. تكمن في كونه مهد الحضارة الصينية.